# Busson
Busson település Franciaországban, Haute-Marne megyében. Lakosainak száma 46 fő (2022. január 1.). Busson Leurville, Reynel, Roches-Bettaincourt és Épizon községekkel határos.

## Népesség
A település népességének változása:
| Lakosok száma | 72   | 45   | 42   | 42   | 40   | 38   | 39   | 42   | 43   | 46   |
|               | 1968 | 1982 | 1990 | 2006 | 2013 | 2015 | 2017 | 2019 | 2020 | 2022 |